# Scomberoides
Scomberoides – rodzaj ryb z rodziny ostrobokowatych.

## Klasyfikacja
Gatunki zaliczane do tego rodzaju:
- Scomberoides commersonnianus
- Scomberoides lysan
- Scomberoides tala
- Scomberoides tol